# Strate (jeu de rôle)
Pour les articles homonymes, voir Strate.
Dans les jeux de rôle, une strate (anglais : layer) est un des points du vue du joueur sur la partie en cours. Le terme vient du fait que l'on considère sept points de vue qui sont plus ou moins proches de l'immersion dans l'histoire et le monde fictionnel d'un côté, et du monde réel de l'autre. Le point de vue du joueur passe en général d'une strate à une strate voisine.
Le concept de layer est apparu dans le podcast Misdirected Mark. En français, le terme de « strate » a été proposé par Nerghull via le tchat en direct.

## Description du modèle
Selon ce modèle, au cours d'une partie de jeu de rôle, le joueur — y compris le meneur de jeu lorsqu'il y en a un —, peut avoir sept points de vue, classés ici du plus proche de la réalité fictionnelle au plus proche de la réalité matérielle :
1. Personnage : le joueur s'immerge dans son personnage joueur (PJ).
2. Groupe : le joueur considère les intérêts du groupe et non plus seulement ceux de son personnage.
3. Mécanique (anglais : game) : le joueur considère le jeu, le système de résolution, les règles du jeu et leur application tactique.
4. Partie (anglais : story) : le joueur considère le déroulement de la partie et la structure de la narration en cours de création (métafiction), lors de la session de jeu actuelle (épisode en cours).
5. La campagne : le joueur considère les conséquences à long terme de ses décision dans l'évolution de l'histoire.
6. Personnel : le joueur mène des réflexions personnelles, concernant sa propre personne et non pas son avatar fictionnel (son PJ), ce qu'il ressent en tant qu'être humain à la table et comment il interagit avec les autres êtres humains autour de la table.
7. Hors jeu : le joueur considère des choses extérieures au jeu, par exemple la logistique autour de la partie.

Il n'y a pas de jugement de valeur considérant les différentes strates ; par exemple, les strates « personnel » et « hors jeu » comprennent le fait de considérer l'autre joueur en tant que personne et de le respecter. Certains jeux favorisent certaines strates, par exemple :
- à Donjons et Dragons, le système vise à favoriser les strates « groupe » (agir ensemble contre l'adversité) et « mécanique » (mettre en œuvre les capacités de chaque classe de personnage) ;
- certains jeux mettent en avant le fait d'interpréter un personnage de manière cohérente dans l'univers fictionnel (advocacy[2], « plaider » pour son personnage c'est-à-dire mettre en avant ses spécificités) et donc favorisent la strate « personnage », comme par exemple Vampire : La Mascarade ;
- dans les jeux de rôle « traditionnels » (avec meneur de jeu, scénario, les joueurs n'ayant la responsabilité que de leur PJ), les joueurs sont plutôt dans les strates « personnage » à « mécanique », et le meneur de jeu est plutôt dans les strates « mécanique » à « campagne », voire « personnel » — lorsqu'il cherche à voir comment réagissent les joueurs — ou « hors jeu » — lorsqu'il décrète les pauses ;
- les jeux à partage narratif, en impliquant fortement tous les joueurs dans la métafiction (construction de la narration et du monde), ont tendance à tirer les joueurs vers les strates « partie » et « campagne » ; les jeux à « rôles tournants », comme Fiasco, Polaris ou Monostatos, obligent à changer de strate.